# Raspille
Die Raspille ist ein etwa neun Kilometer langer Bach im Kanton Wallis, der in der Nähe von Siders von rechts in die Rhone mündet. Der Bach liegt an der Sprachgrenze zwischen Deutsch und Französisch, in der Schweiz auch Röstigraben genannt.

## Geographie

### Verlauf
Die Raspille entspringt als Le Lavagir am Fuss des Nuseyhorns auf etwa 2680 m ü. M. Der Bach fliesst zunächst westwärts, und es fliessen ihm einige weitere Quellbäche zu. Er erreicht die Baumgrenze nach etwa 1,5 km, weitere 0,5 km talwärts fliesst ihm auf etwa 1830 m ü. M. ein weiterer Bach von rechts zu, wobei der Bach sich nun langsam Richtung Süden orientiert. Lediglich 100 Meter später vereinigt er sich mit dem grossen Zufluss La Tièche auf 1775 m ü. M. Spätestens ab hier wird der Bach als La Raspille bezeichnet, die nun in südlicher Richtung durch ein waldiges Tal fliesst. Etwas mehr als 2 km talwärts kommt sie langsam in besiedeltes Gebiet, wo ihr von links die Pauja auf 1100 m ü. M. zufliesst. Sie fliesst nun wieder durch bewaldetes, steiles Gelände und erreicht schliesslich nach etwa 3 km Raffilji auf 560 m ü. M. Ab hier geht das Gefälle deutlich zurück, und sie fliesst nun langsam ins Rhonetal, wo sie letztlich knapp 1,5 km weiter in der Nähe von Siders auf 532 m ü. M. von rechts in die Rhone mündet.

### Einzugsgebiet
Das Einzugsgebiet der Raspille hat eine Grösse von etwa 28 km². Der höchste Punkt im Einzugsgebiet ist auf 3146 m ü. M.